# Fuente pública

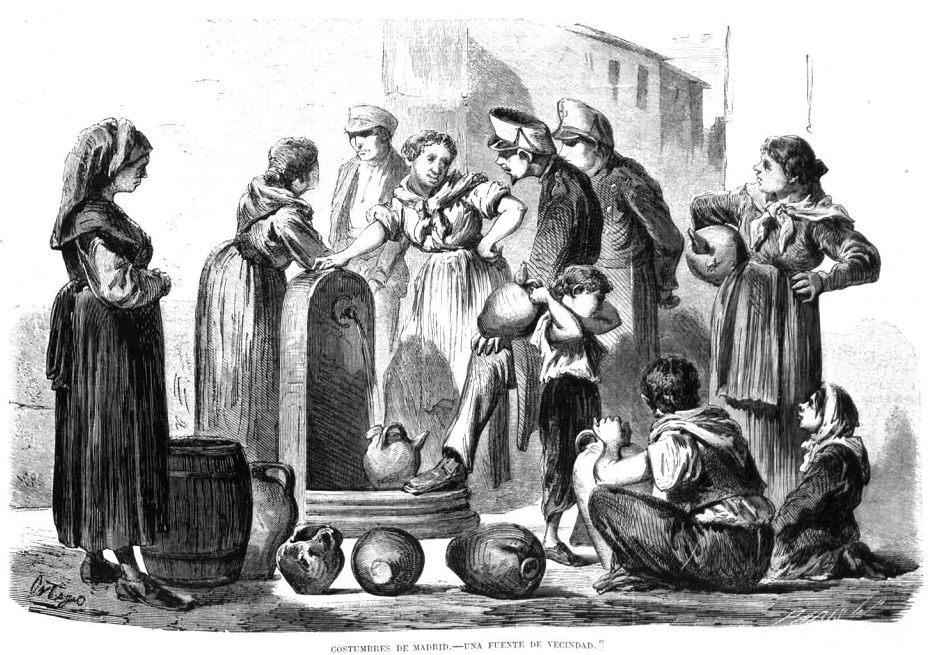
Fuente de vecindad en Madrid. La Ilustración Española y Americana

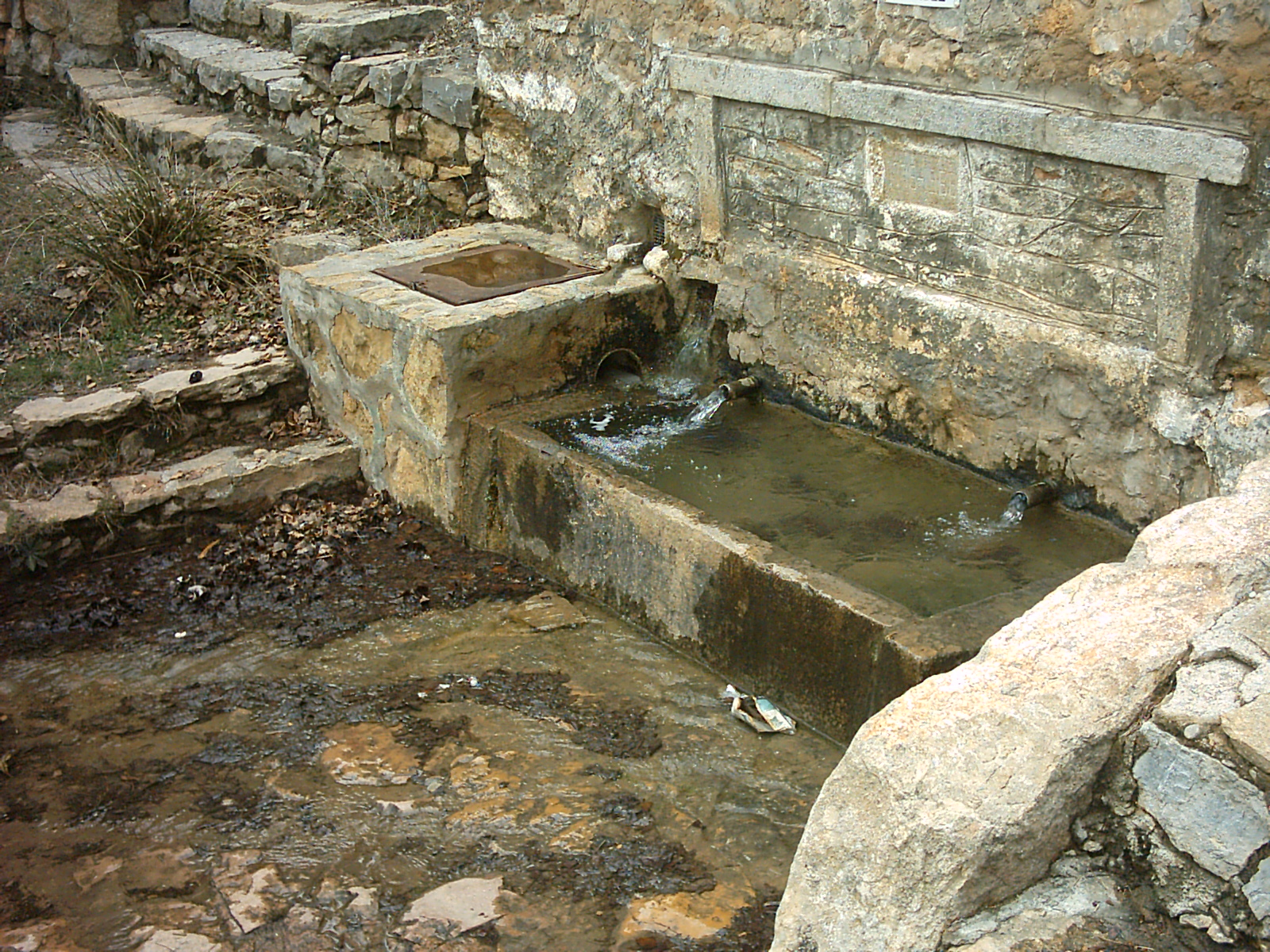
Fuente de la Ermita de Santa Ana (Zucaina).

Las fuentes públicas de agua potable, bebederos o caños de vecindad son diversos aparatos, artificios o ingenios hidráulicos para el abastecimiento y dispensario de agua potable de uso utilitario y comunal. Suelen estar dotados de uno o más caños, grifos o surtidores de agua, y uno o varios pilones o pequeñas pilas. Se encuentran distribuidos en calles, patios, parques públicos y jardines de las comunidades.

## Tipología

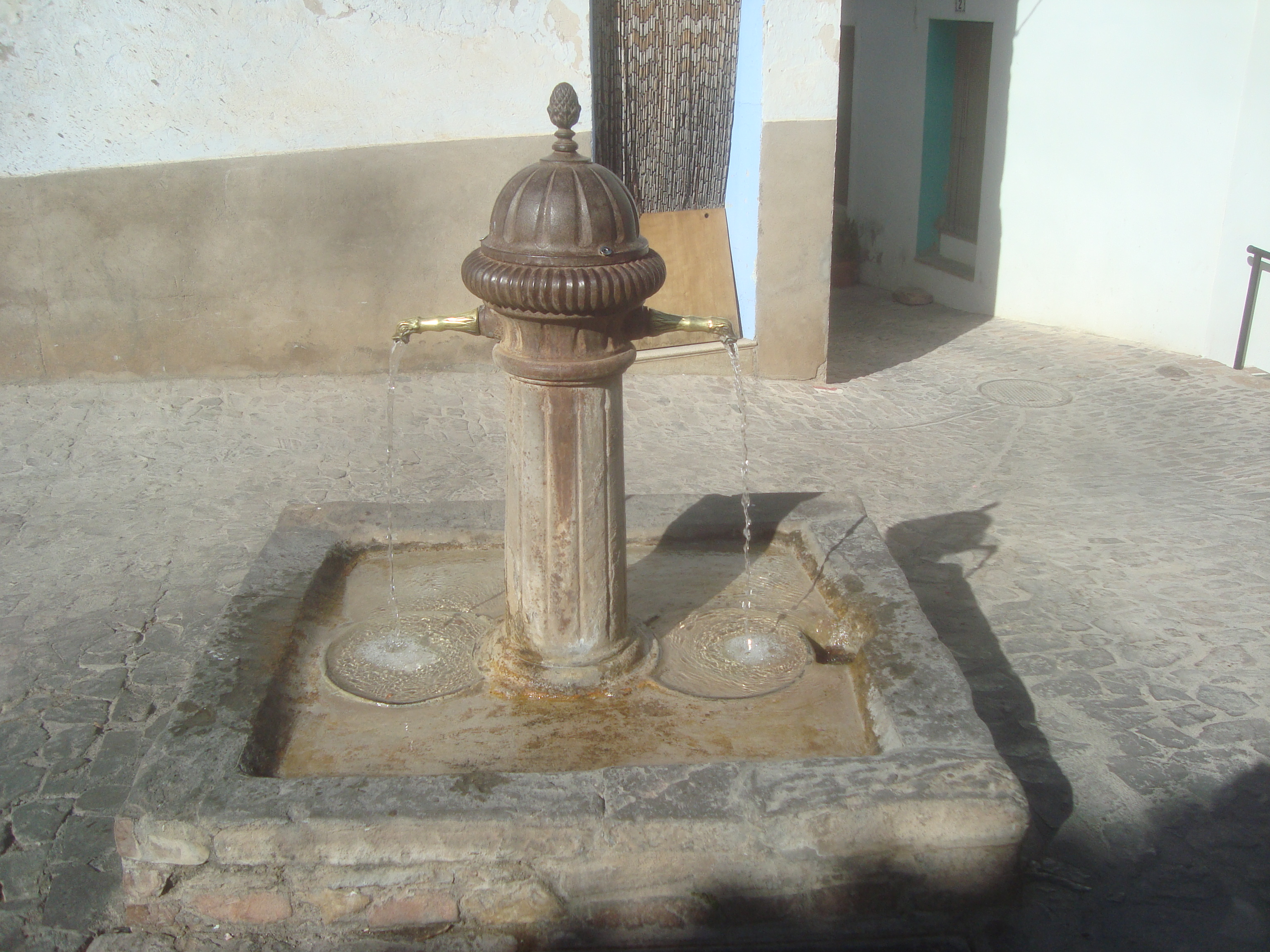
Fuente pública de agua potable de Aín.

La variada tipología de antiguos caños vecinales tradicionales o fuentes comunales de agua potable con varios caños y pilones accesibles también para que pueda beber el ganado, con flujo constante o primitivos sistemas de pistón o palancas de bombeo, fue sustituida de manera progresiva en las poblaciones por bebederos o fuentes de grifo de palomilla primero y más tarde por los más modernos grifos manuales de pinza y otros artilugios más sofisticados (contacto, célula fotoeléctrica lectora, etc.).
Así, entonces, pueden diferenciarse:

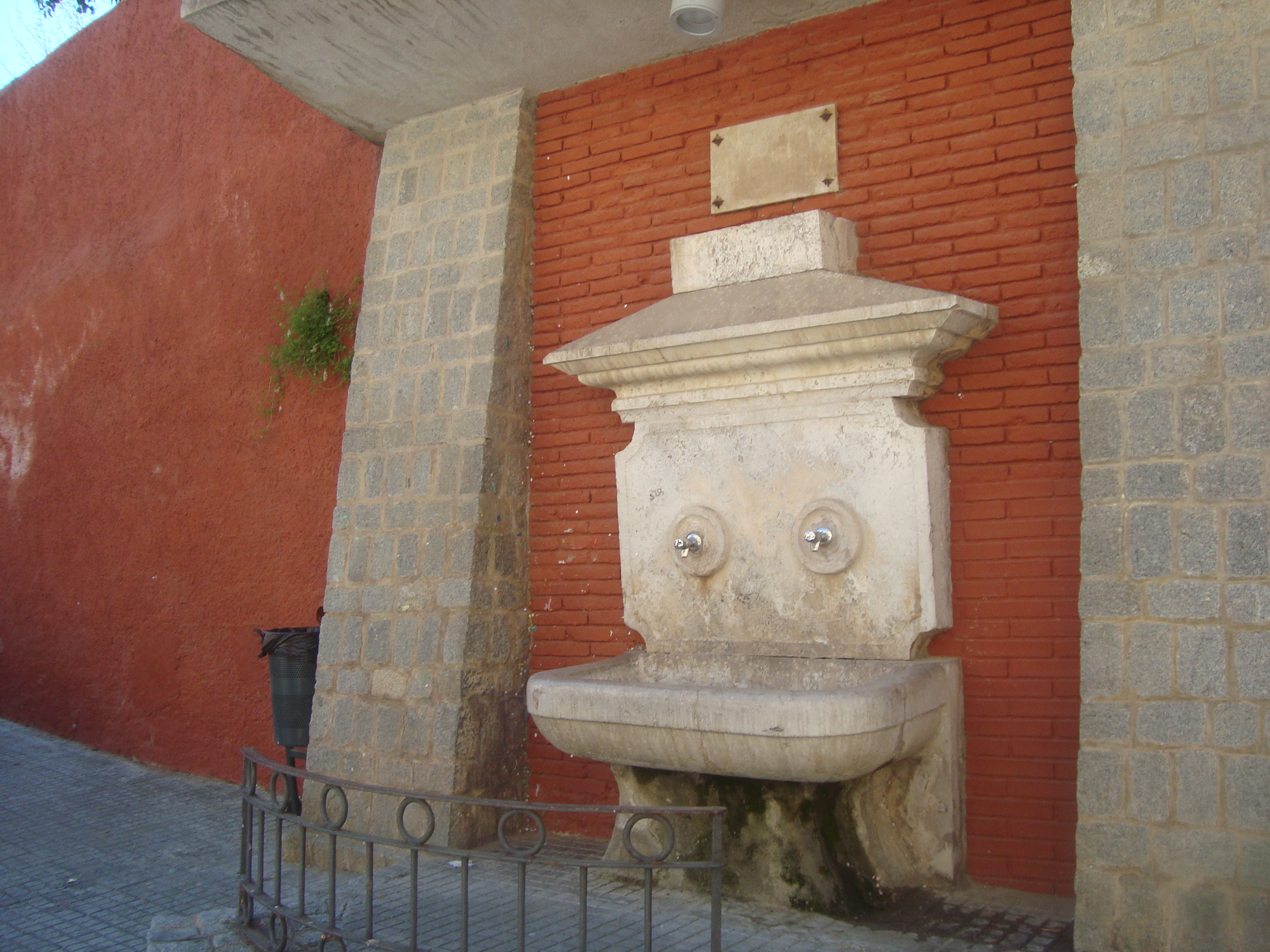
Font pública (El Morell).

### Ejemplos de antiguos caños de vecindad

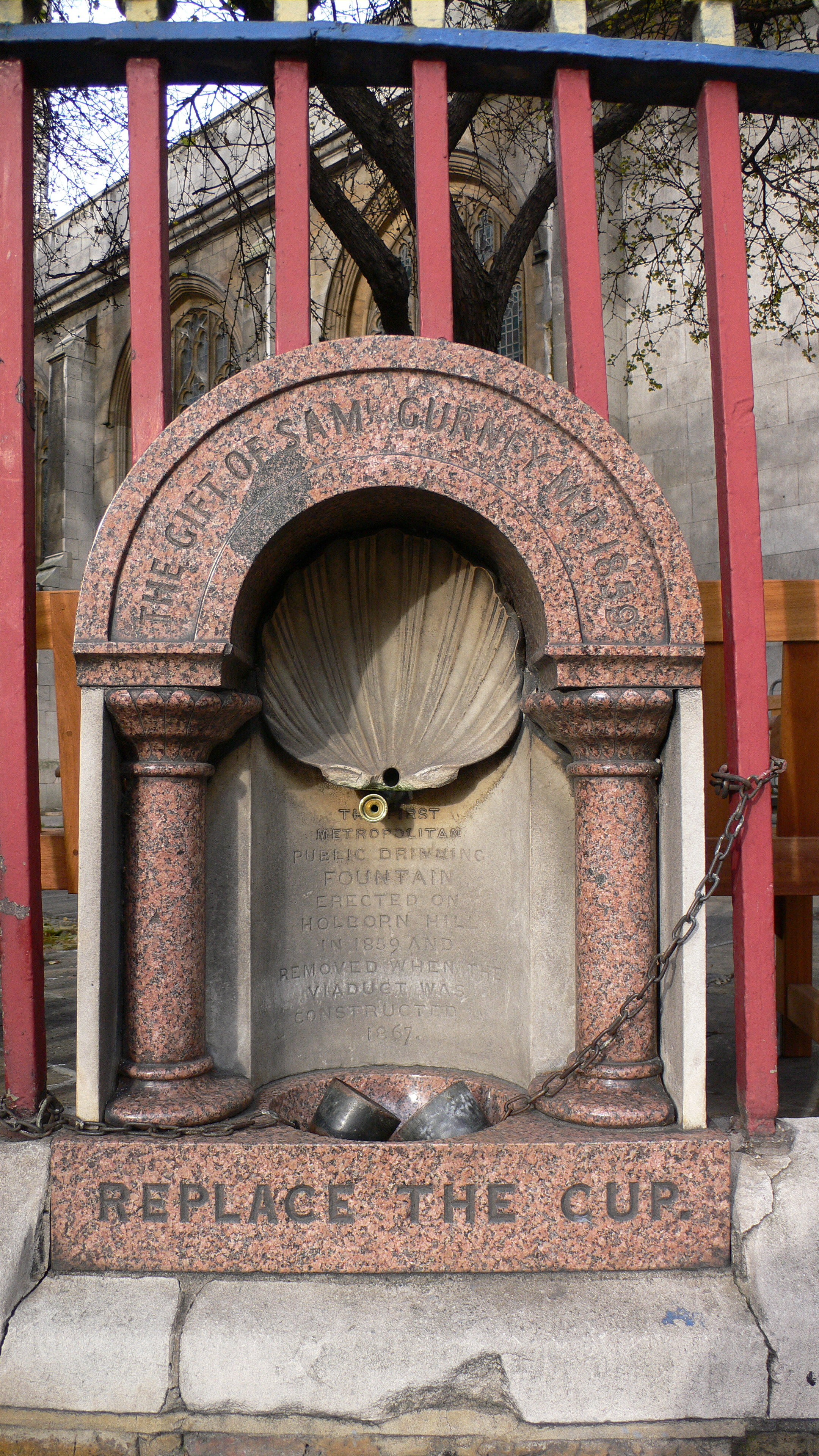
Fuente (1859), en la ciudad de Londres, diseñada por Samuel Gurney
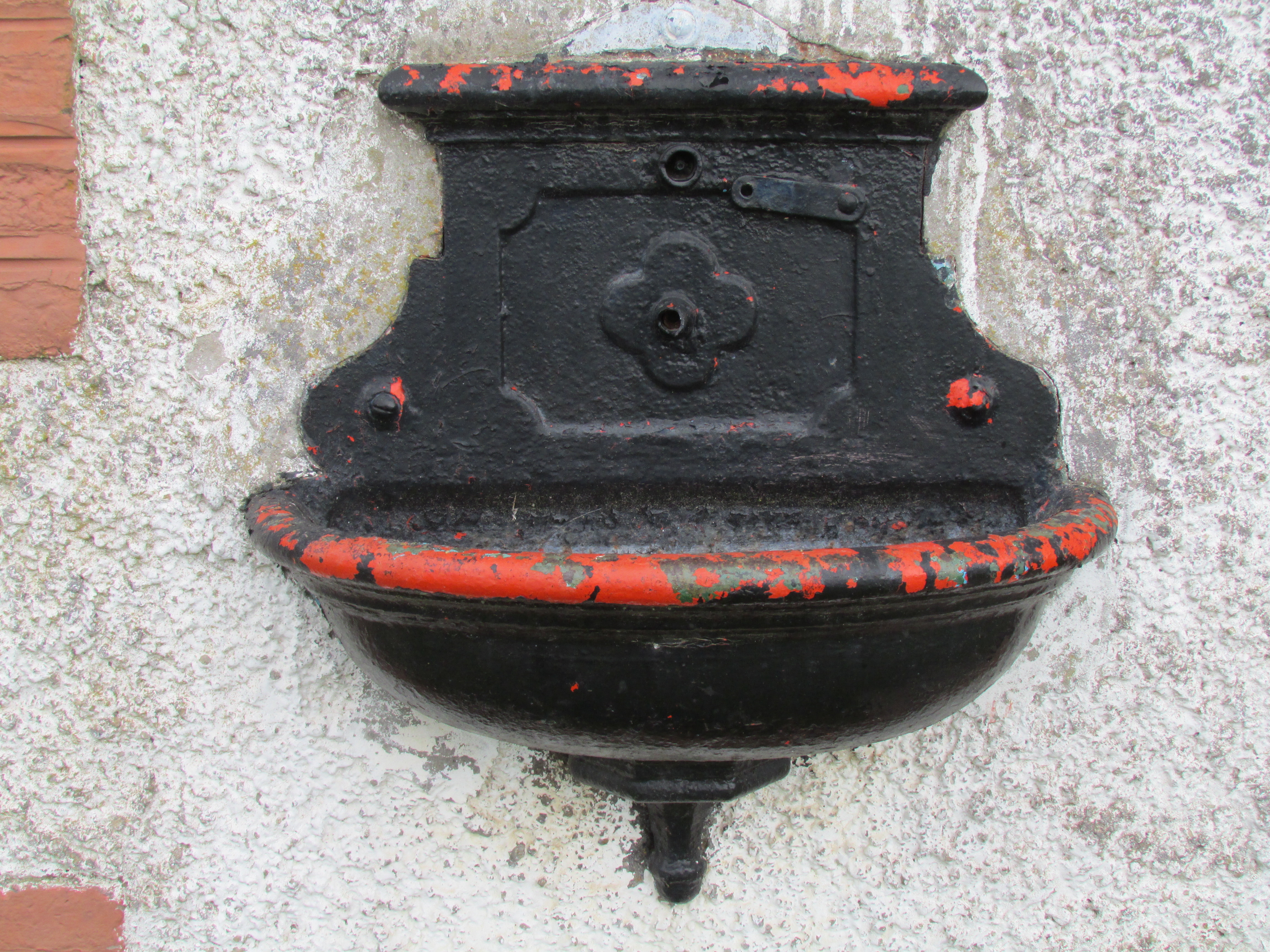
Bebedero en la estación General Madariaga (Buenos Aires).
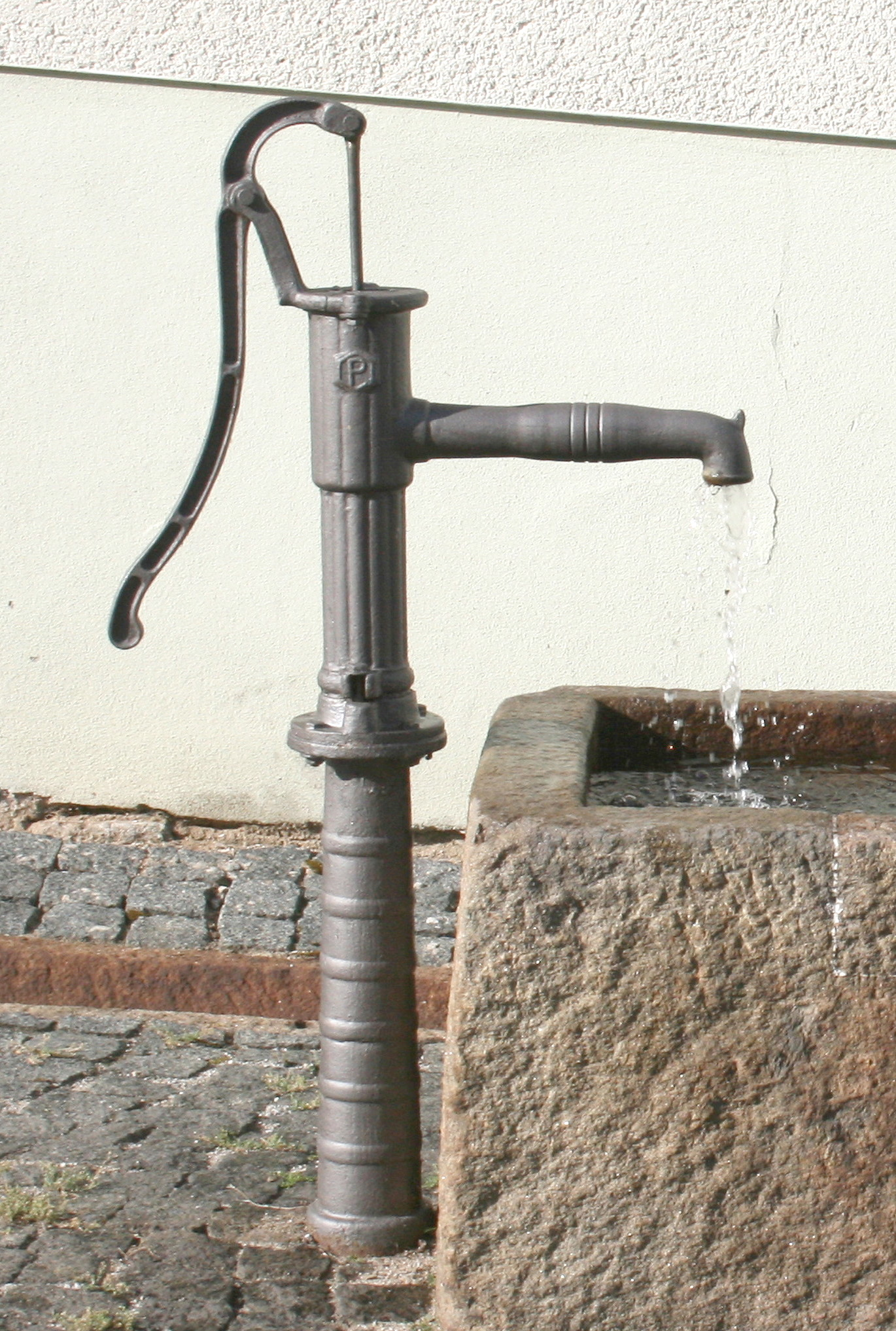
Bomba de agua (grifo de bombeo)
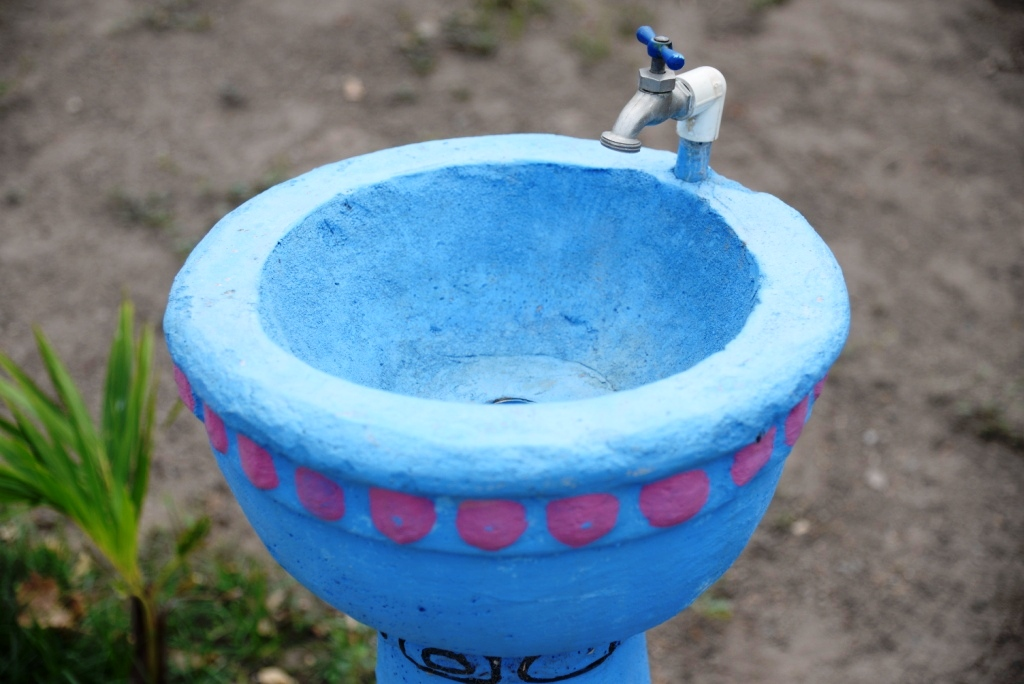
Grifo en la ciudad de El Jicaral (Nicaragua)

### Ejemplos de grifos, bebederos o fuentes públicas

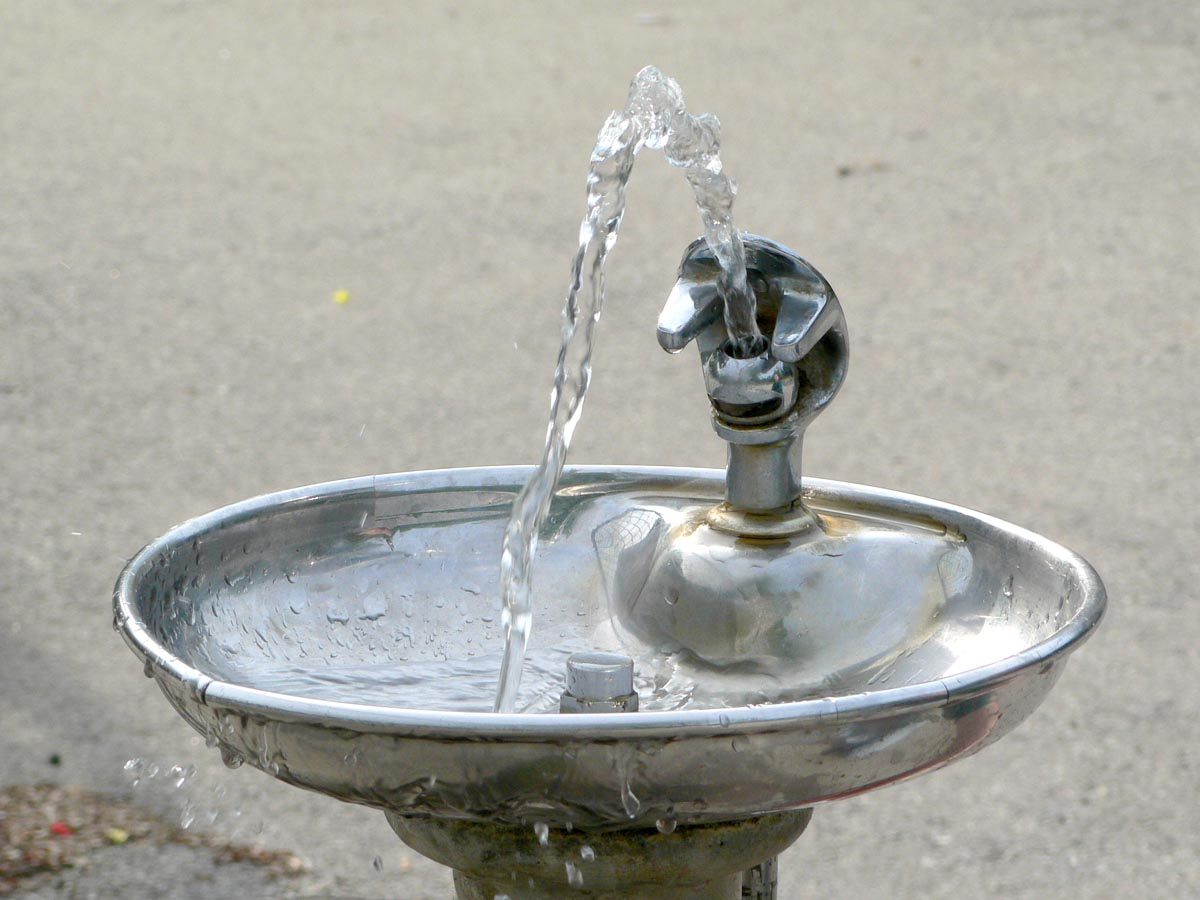
Grifo de mando manual
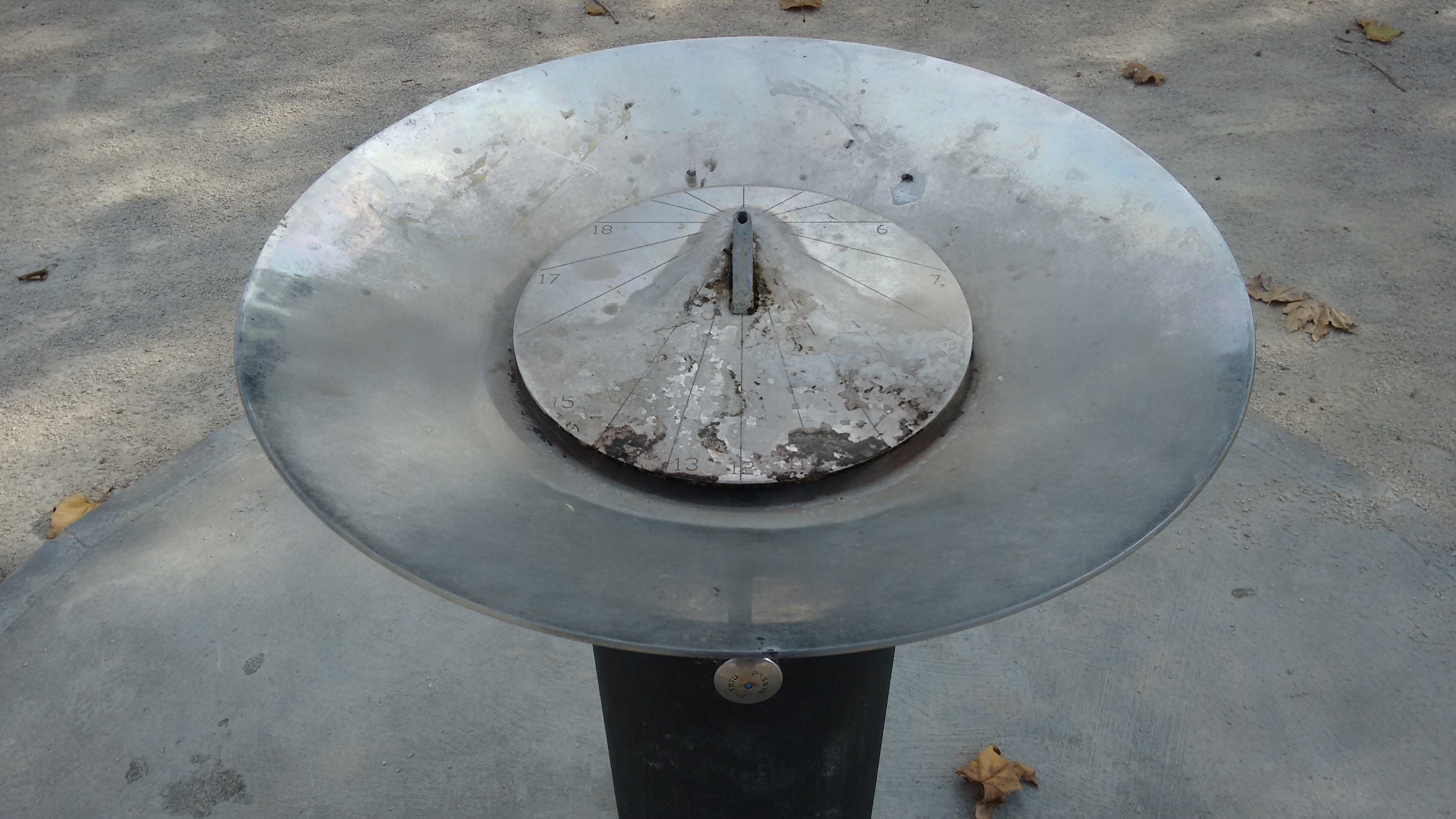
Fuente con el grifo actuando también como gnomon en un reloj de sol, en la ciudad de Zaragoza
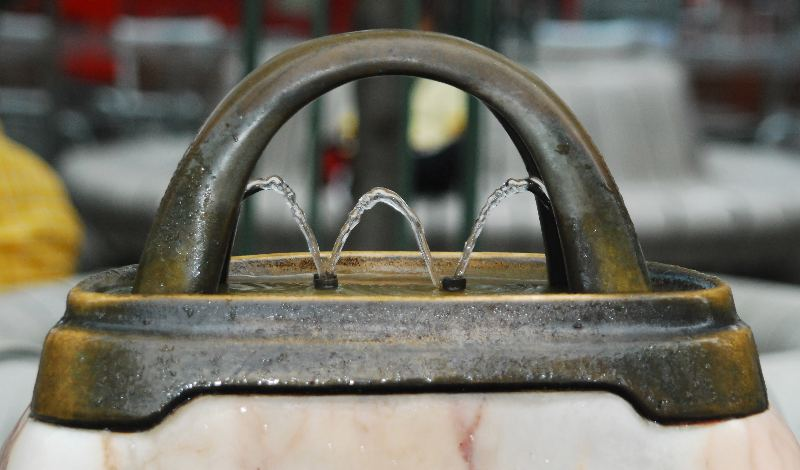
Diseño moderno, en la ciudad de Viena
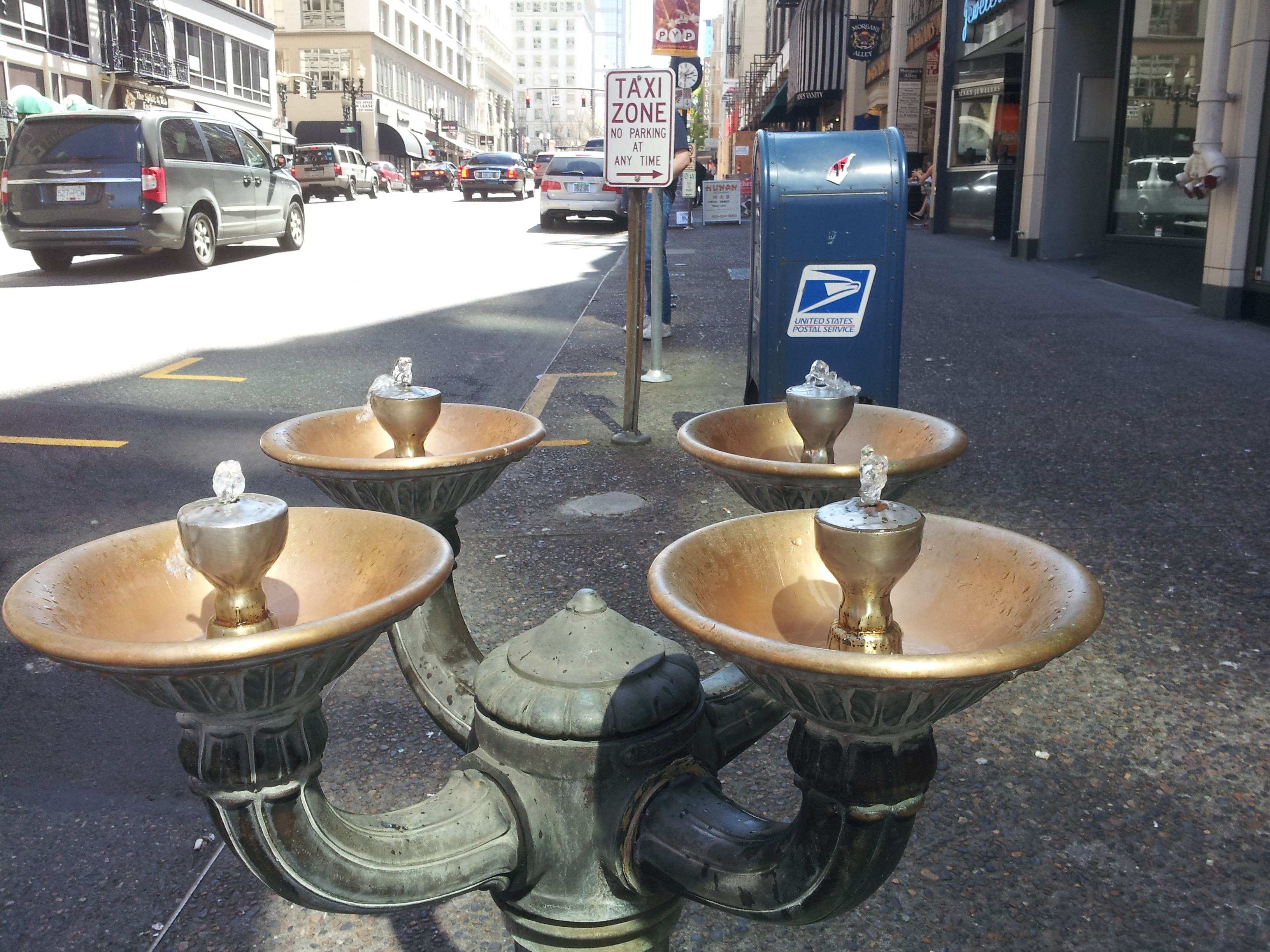
Diseño de cuatro chorros, en la ciudad de Portland (Oregón)
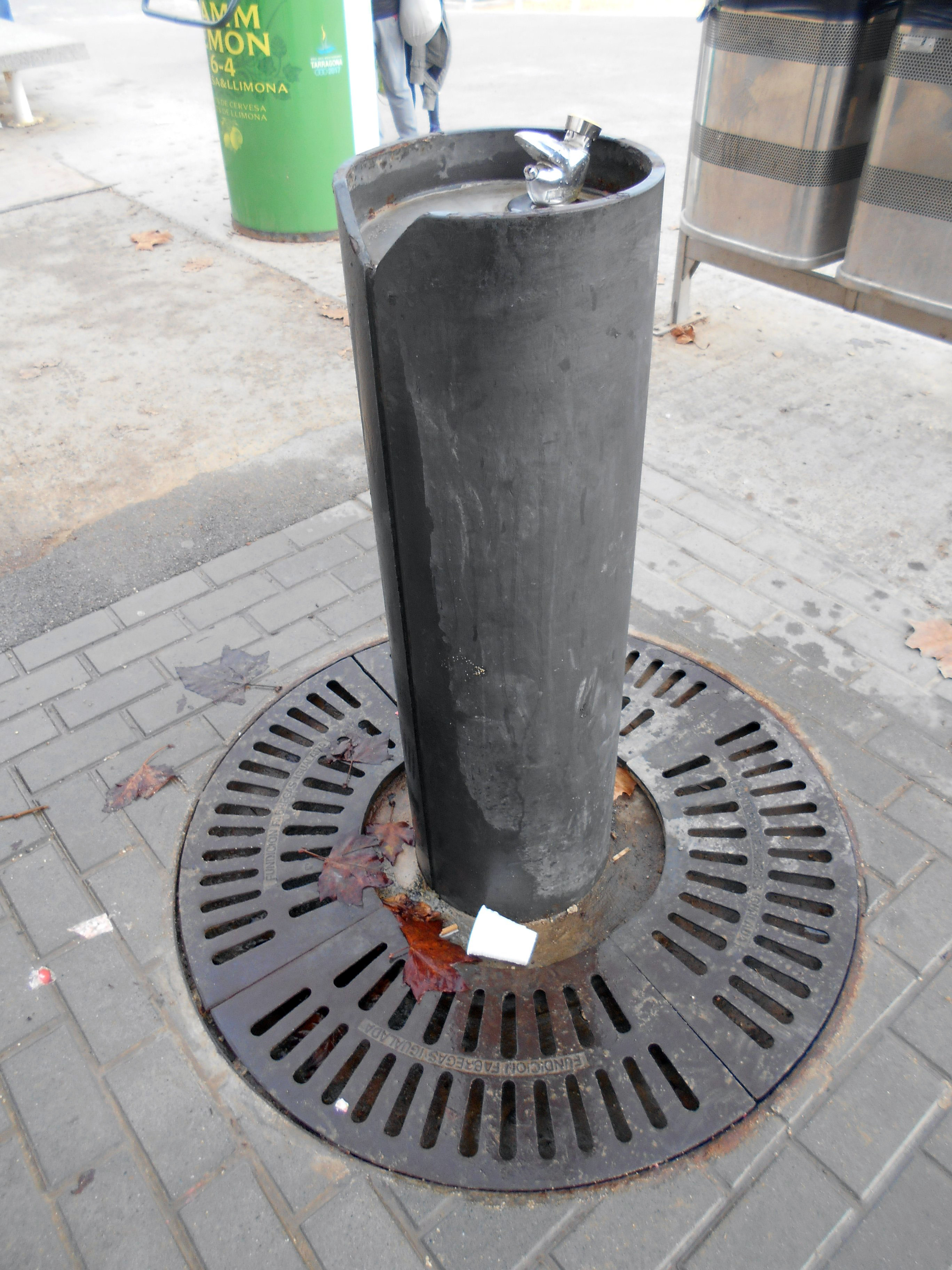
Diseño en la Villa Olímpica de Barcelona
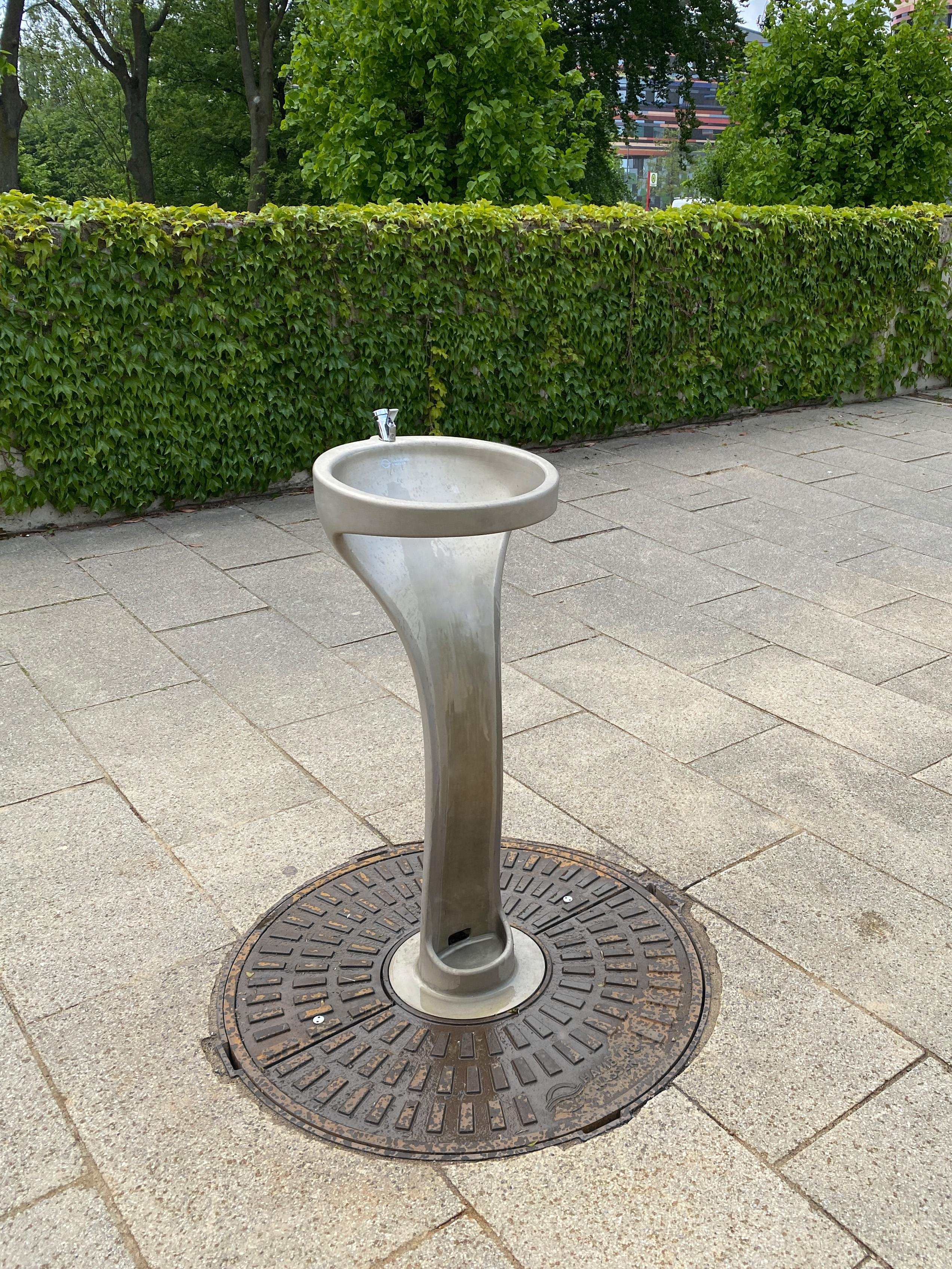
Fuente pública del suministro de agua en Hamburgo (2023)

## Historia

### En España

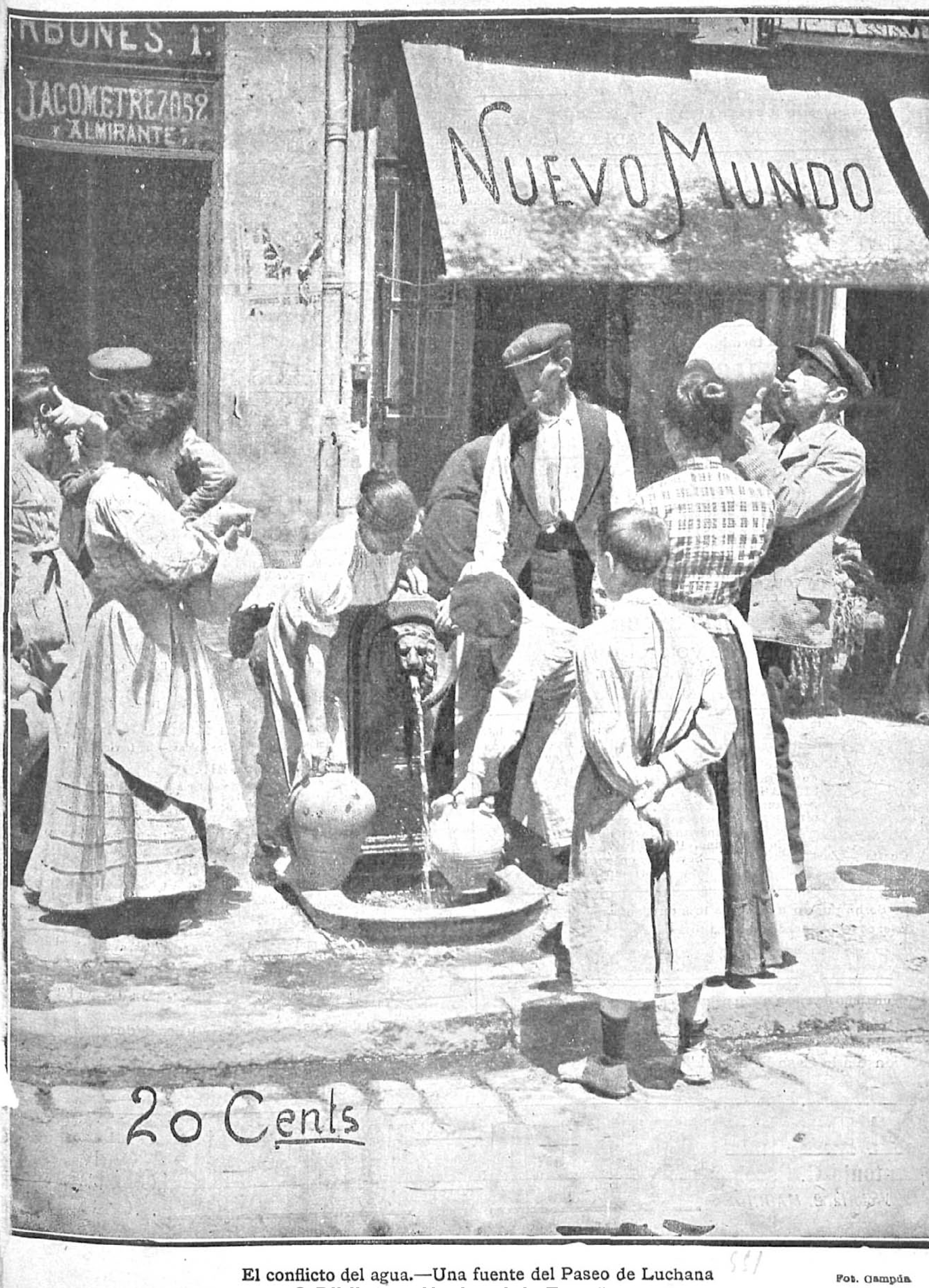
El conflicto del agua en Madrid, ambiente en una fuente del paseo de Luchana, foto de portada de Campúa, publicada en Nuevo Mundo el 28 de julio de 1904.

Herederos de las primitivas estructuras de fuentes de agua de los manantiales habilitadas en los perímetros de zonas habitadas, ermitas, cortijos, haciendas, pueblos, ciudades, etc., los caños de vecindad, fuentes de uso comunitario, nacen en el siglo xix como dispensarios de agua potable no contaminada, proporcionada por una red de canales, que en muchas ocasiones aprovecharon los antiguos viajes de agua o «qanats» de origen árabe, como los existentes y aún conservados en la capital de España, y mencionados en el Fuero de Madrid de 1202, que sirvieron de trazado a la red metropolitana de Canal de Isabel II.
Estas fuentes públicas acabarían sustituyendo, por razones de salubridad, a los tradicionales pozos de origen casi prehistórico. Con la instalación general de agua corriente en los hogares disminuyó la presencia de caños de vecindad que, convertidos en grifos, bebederos o fuentes públicas, todavía son frecuentes en los núcleos de población de todo el mundo.

### En Estados Unidos

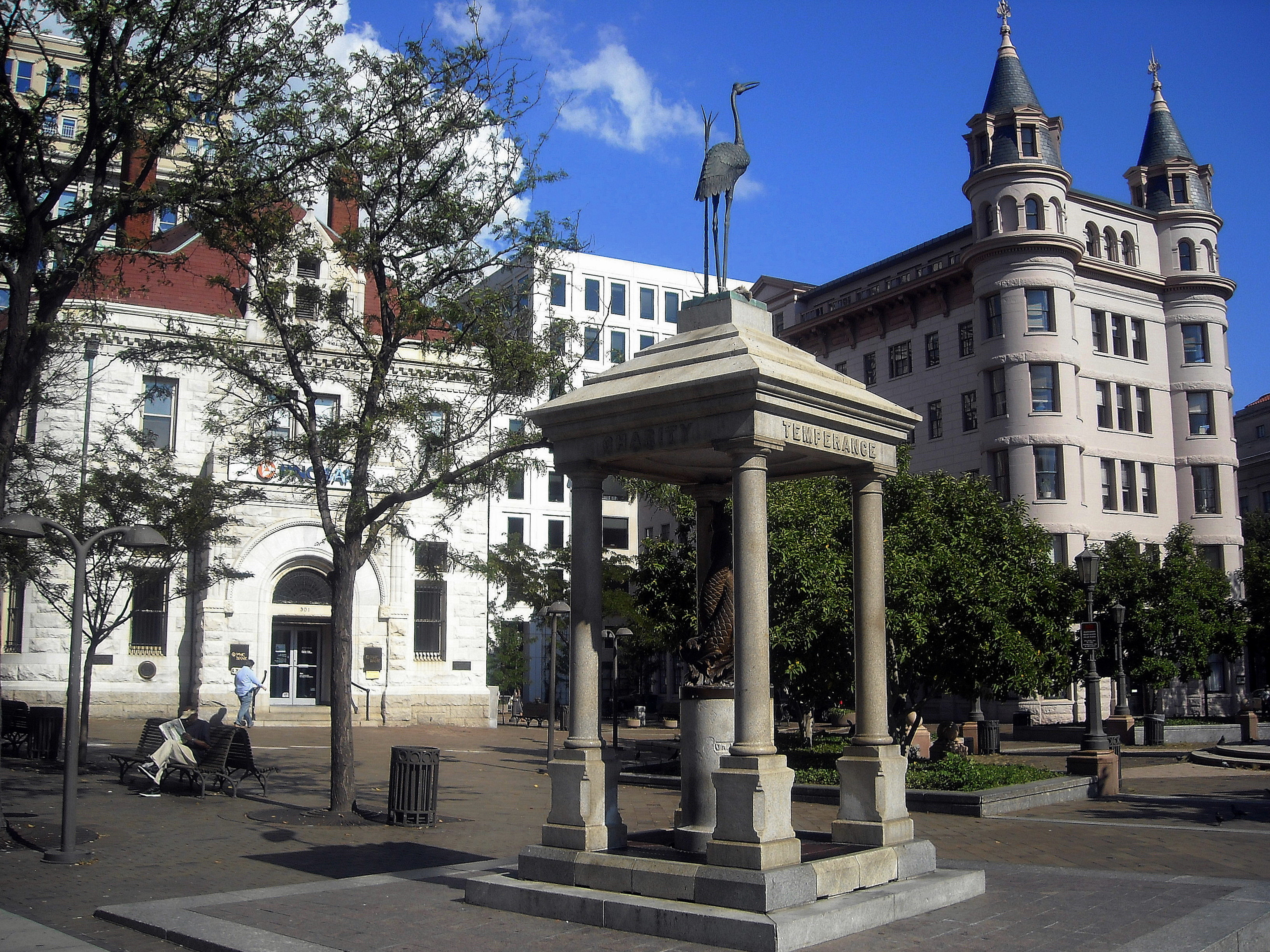
«Fuente de la templanza» en la ciudad de Washington D. C. (2008)

En los años previos a la implantación de la ley seca en los EE. UU., el llamado “movimiento por la Templanza” y otras organizaciones pusieron de moda las llamadas «fuentes de la templanza», ostentosos bebederos de agua potable instalados en espacios públicos. También se instalaron en otros países, como Reino Unido.[cita requerida]